# 211e division côtière
Pour les articles homonymes, voir 211e division.
La 211e division côtière (211ª Divisione Costiera) est une division d'infanterie de l'armée italienne pendant la Seconde Guerre mondiale. La division était basée en Calabre, une région côtière de l'Italie.
Les divisions côtières étaient des divisions de deuxième ligne, généralement formées d'hommes dans la quarantaine et la cinquantaine destinés à effectuer des tâches ouvrières. Les hommes recrutés localement étaient souvent commandés par des officiers appelés à la retraite. Leurs équipements étaient également de basse qualité.

## Ordre de bataille
- 53e régiment d'infanterie côtier
- 118e régiment d'infanterie côtier
- 143e régiment d'infanterie côtier
- 49e régiment d'artillerie côtier